# Cornet d'Amour
Cornet d'Amour (né le 4 avril 2003) est un cheval hongre gris,  inscrit au stud-book Westphalien, fils de Cornet Obolensky, et monté en saut d'obstacles par Daniel Deusser. Il est le 3e meilleur cheval de saut d'obstacles du monde en 2014.

## Histoire

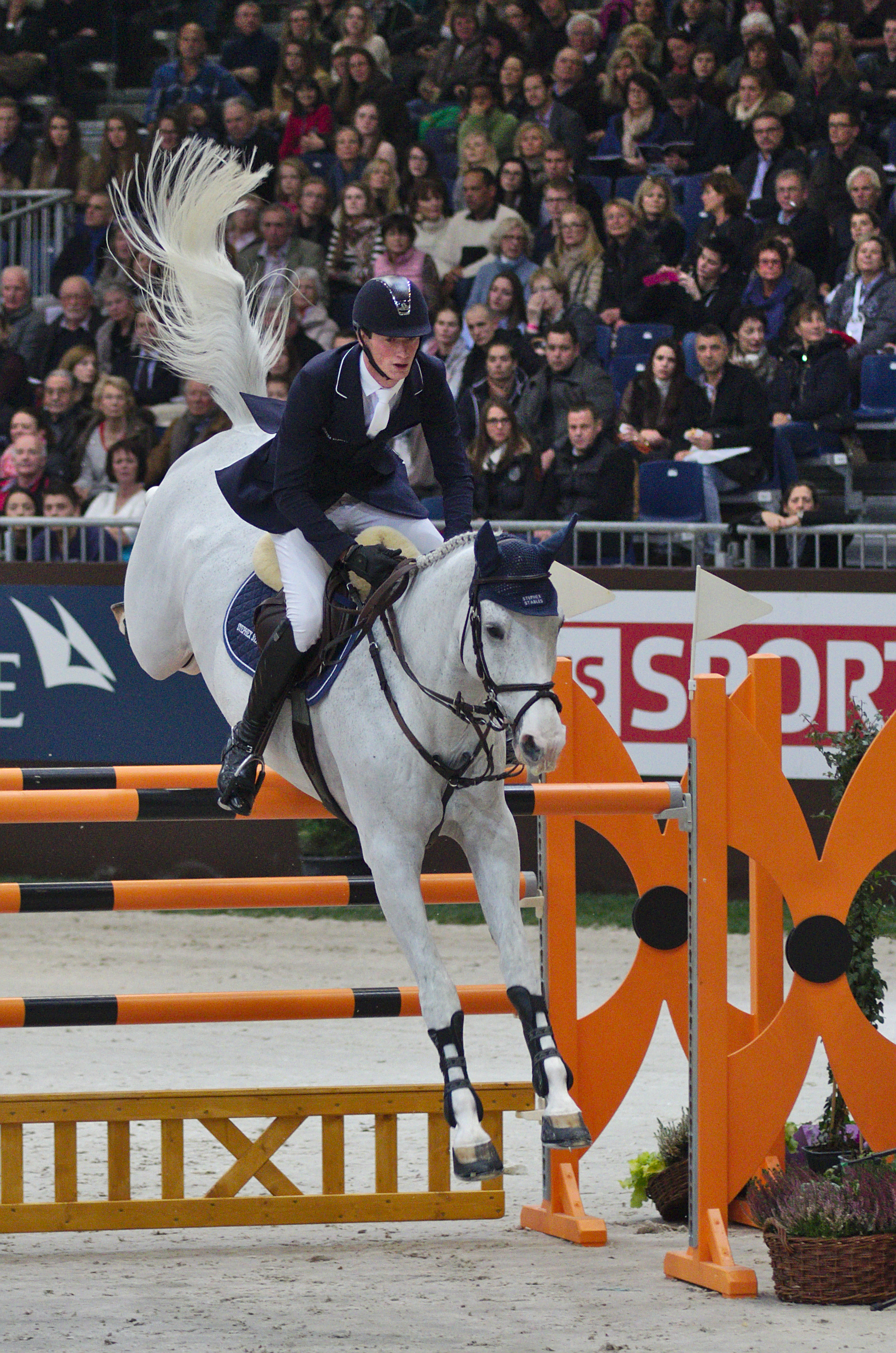
Cornet d'Amour monté par Daniel Deusser au 54e CHI de Genève en décembre 2014.

Il naît le 4 avril 2003. Il termine 19e du championnat du monde des chevaux de 7 ans à Lanaken en 2010. La famille Harrisson, de Double H Farm, l'achète en avril 2013, et le garde sous la selle de Daniel Deusser
Le 30 décembre 2013, il remporte la 6e étape de la coupe du monde de saut d'obstacles à Malines. Il termine à la 6e place individuelle des Jeux équestres mondiaux de 2014, puis remporte la finale de la coupe du monde de saut d'obstacles à Lyon cette même année.
Il se blesse dans son box au CHI de Genève en décembre 2015.
Éloigné des terrains de concours en raison de blessures, il ne participe pas aux Jeux olympiques d'été de 2016. Il revient sur les terrains de concours en octobre 2017, puis retrouve son plus haut niveau en décembre 2017, remportant le Grand Prix du Longines Paris Master,. Bien que vieillissant (15 ans), il participe à la saison 2018 de saut d'obstacles. Il est mis à la retraite en août 2019, à l'âge de 16 ans.
Daniel Deusser cite Cornet d'Amour parmi les deux chevaux qui ont marqué sa carrière, avec Air Jordan.

## Palmarès
Il est 11e du classement mondial des chevaux d'obstacle établi par la WBFSH en octobre 2013, puis 3e en octobre 2014, puis 9e en octobre 2015.

## Origines
Cornet d'Amour est un fils de l'étalon Cornet Obolensky et de la jument Daquiri, par Damiani,